# Agrion élégant
Espèce
Statut de conservation UICN

 LC  : Préoccupation mineure
Ischnura elegans, en français agrion élégant, est une espèce d'insectes odonates de la famille des coenagrionidés, du sous-ordre des zygoptères (« demoiselles »).

## Description
L'espèce Ischnura elegans est un insecte avec un corps divisé en trois parties distinctes : une tête, un thorax et un abdomen. Ces trois parties, ainsi que les yeux, sont de couleur noire et/ou bleue. Le huitième segment de l'abdomen est de couleur bleue. Elle mesure environ 3 cm de long dont 22 à 29 mm pour l'abdomen, et a une envergure d'environ 4 cm.

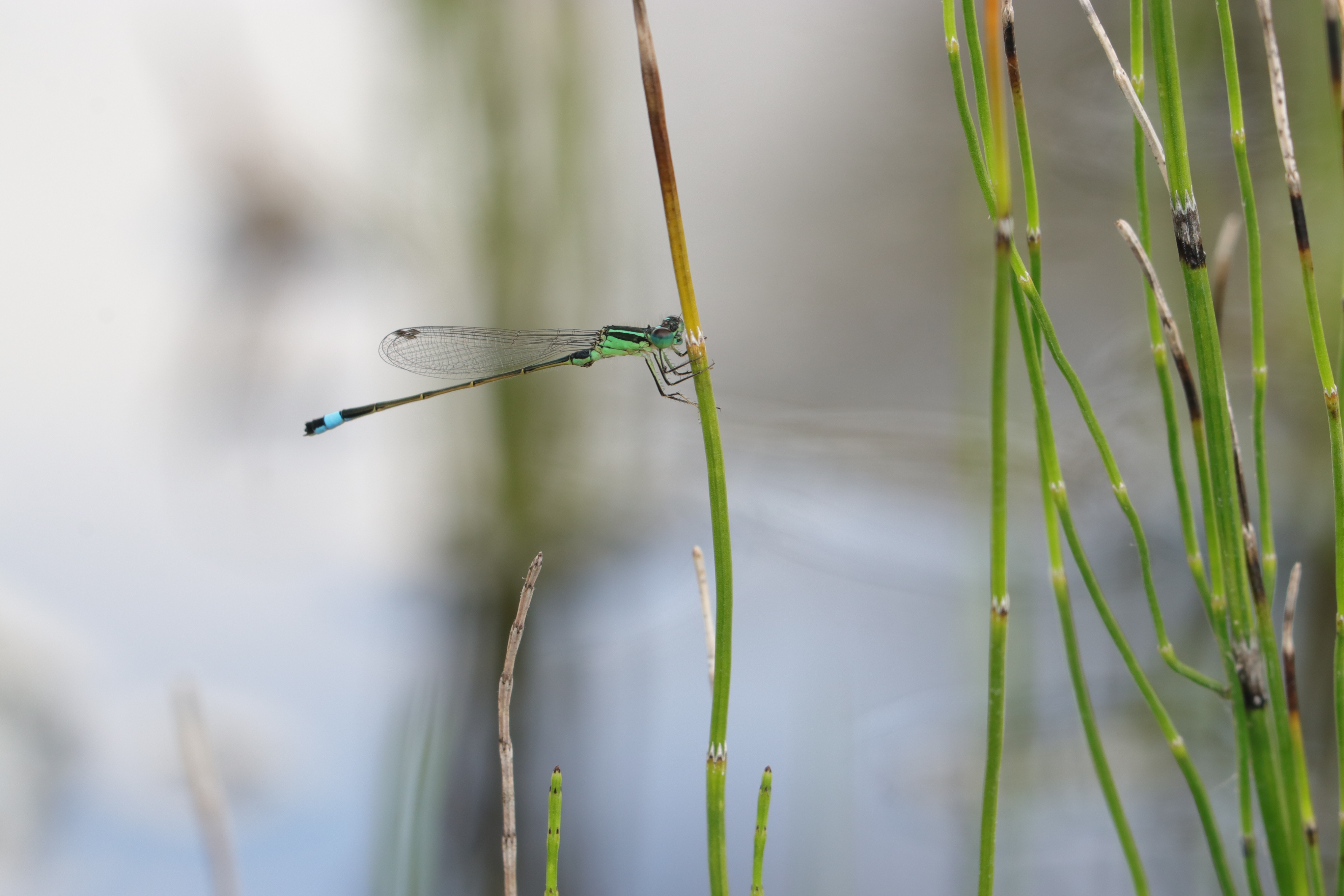
Agrion élégant (Ischnura elegans) dans un marais tourbeux alcalin
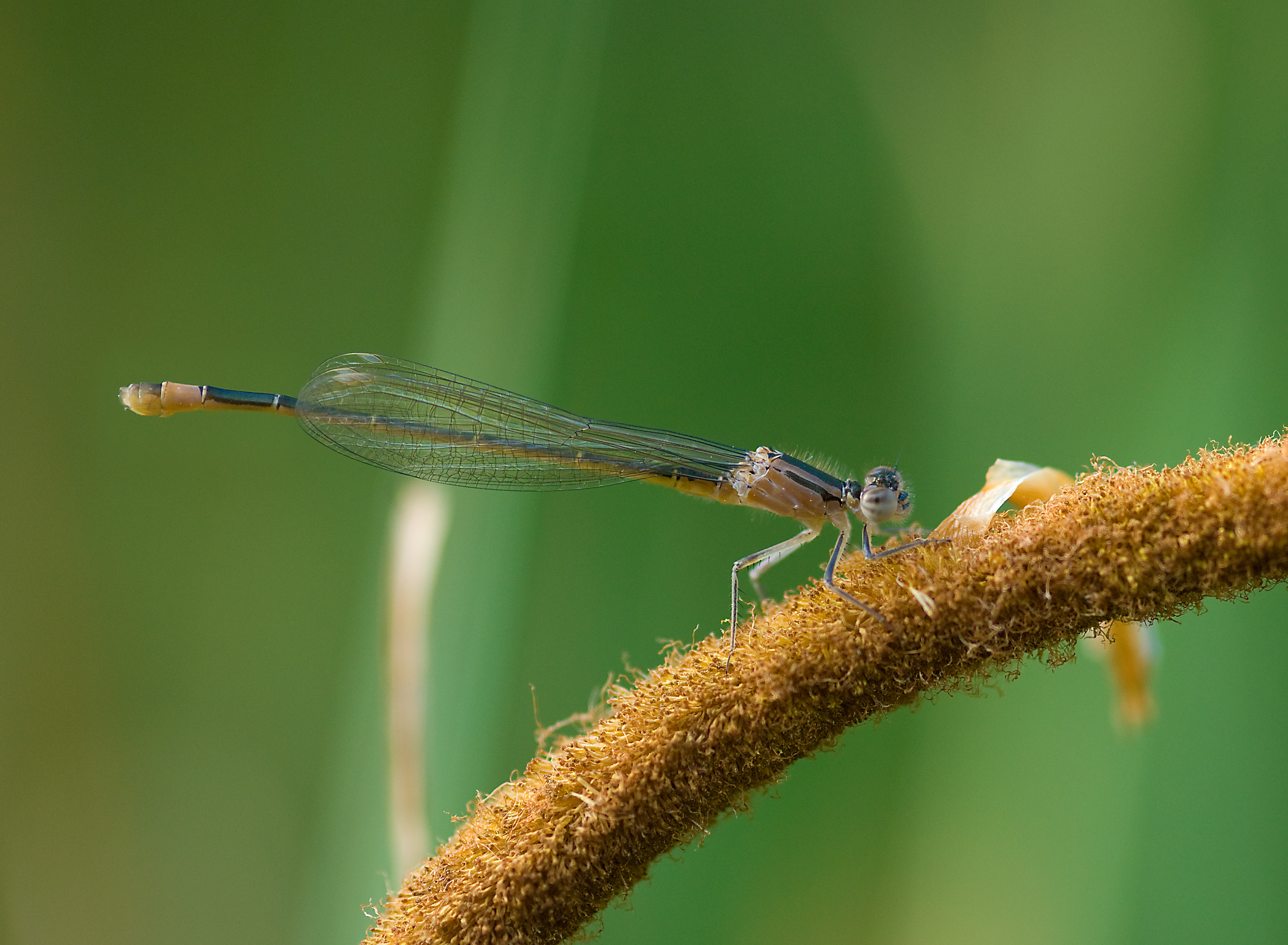
Femelle immature.
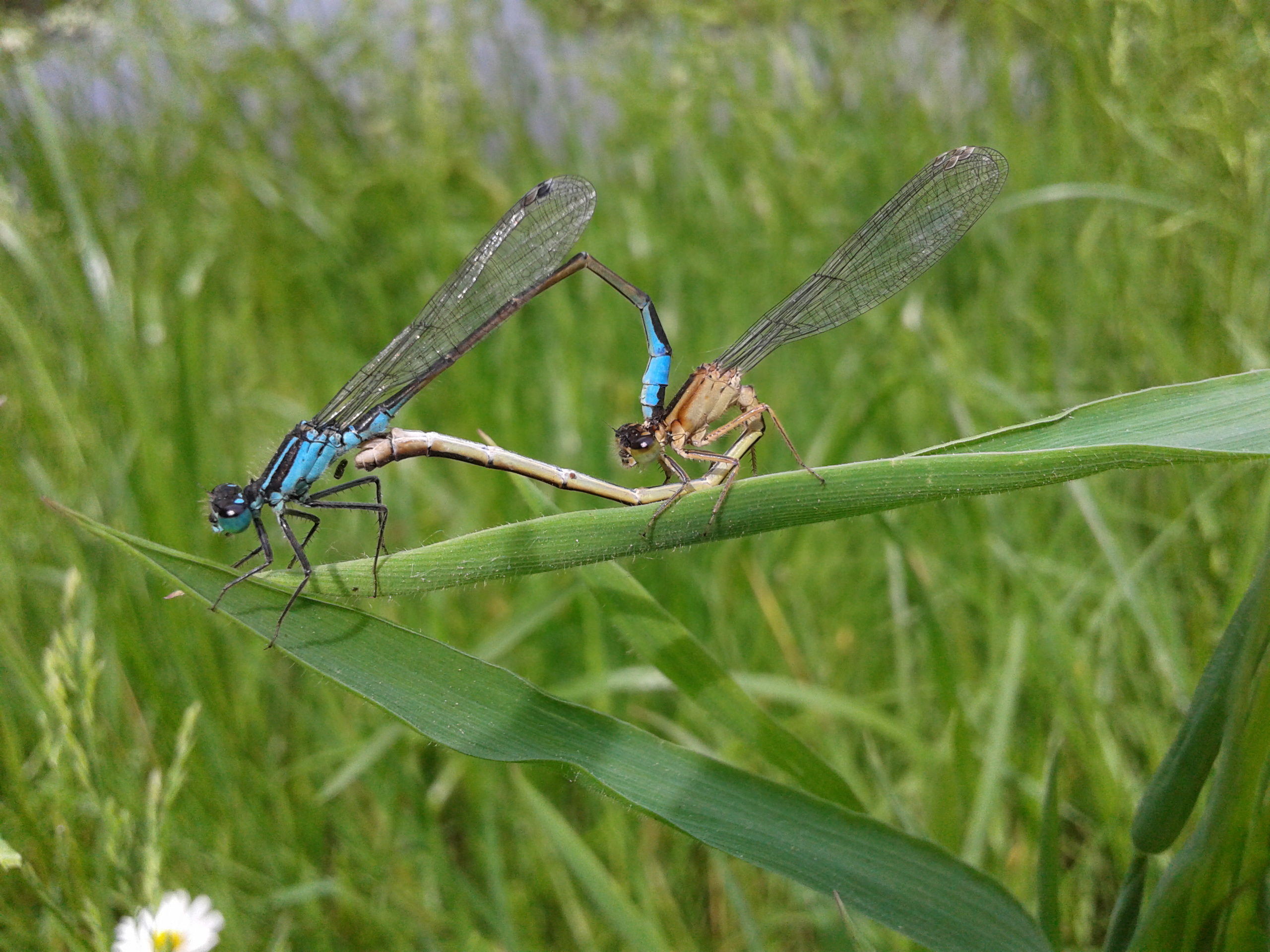
Couple.
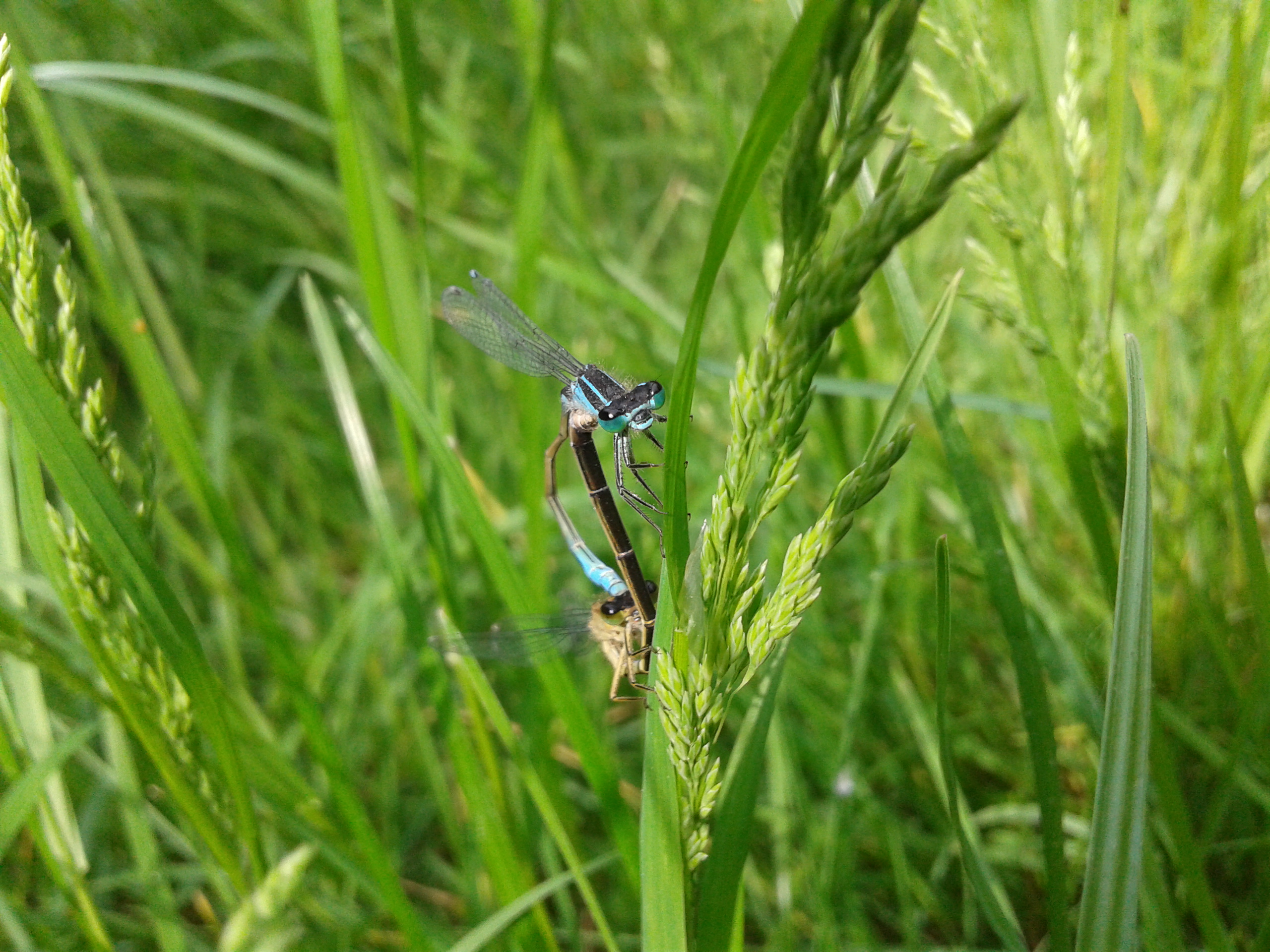
Vue de face.
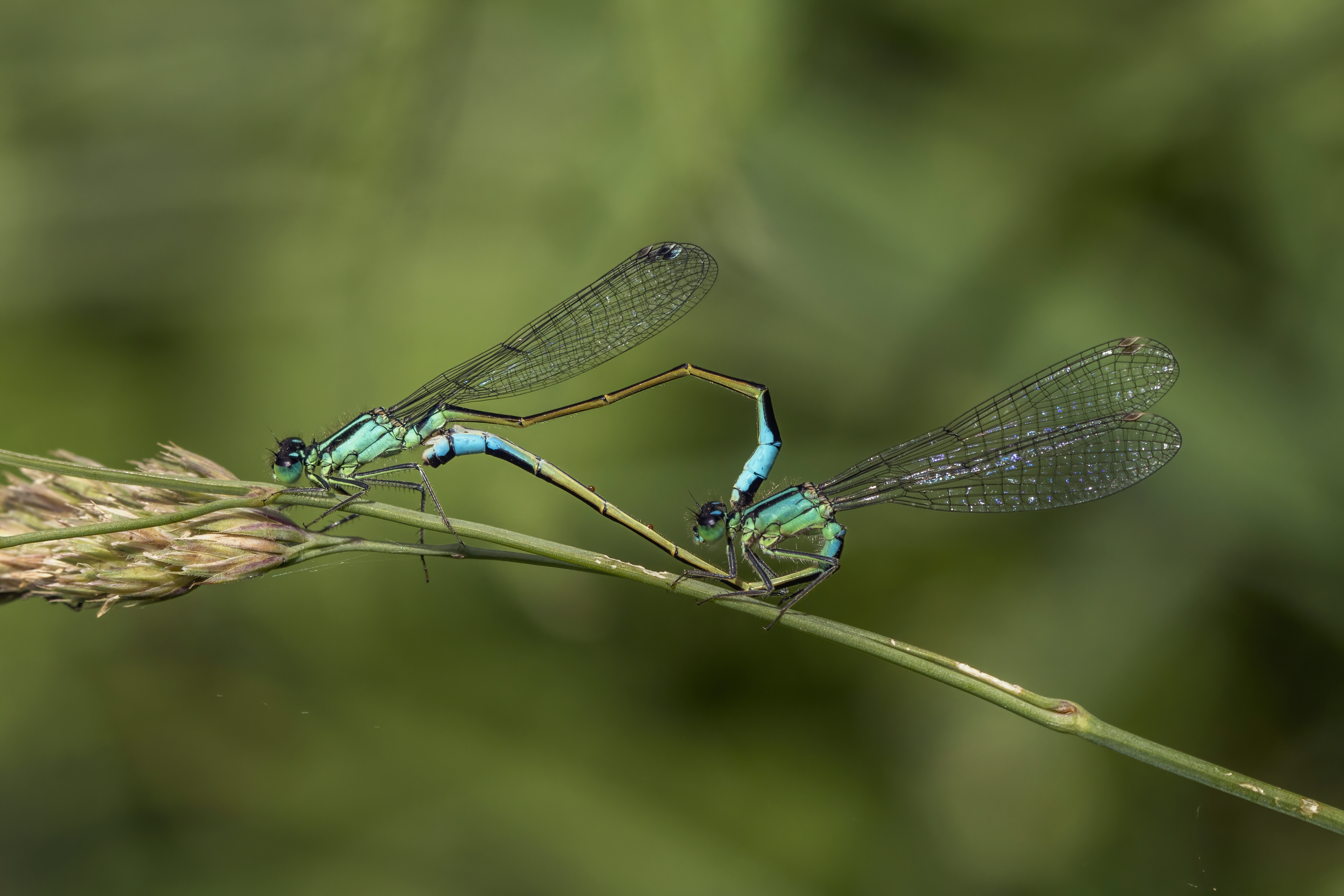
Un accouplement de Agrions élégants. Juillet 2016.
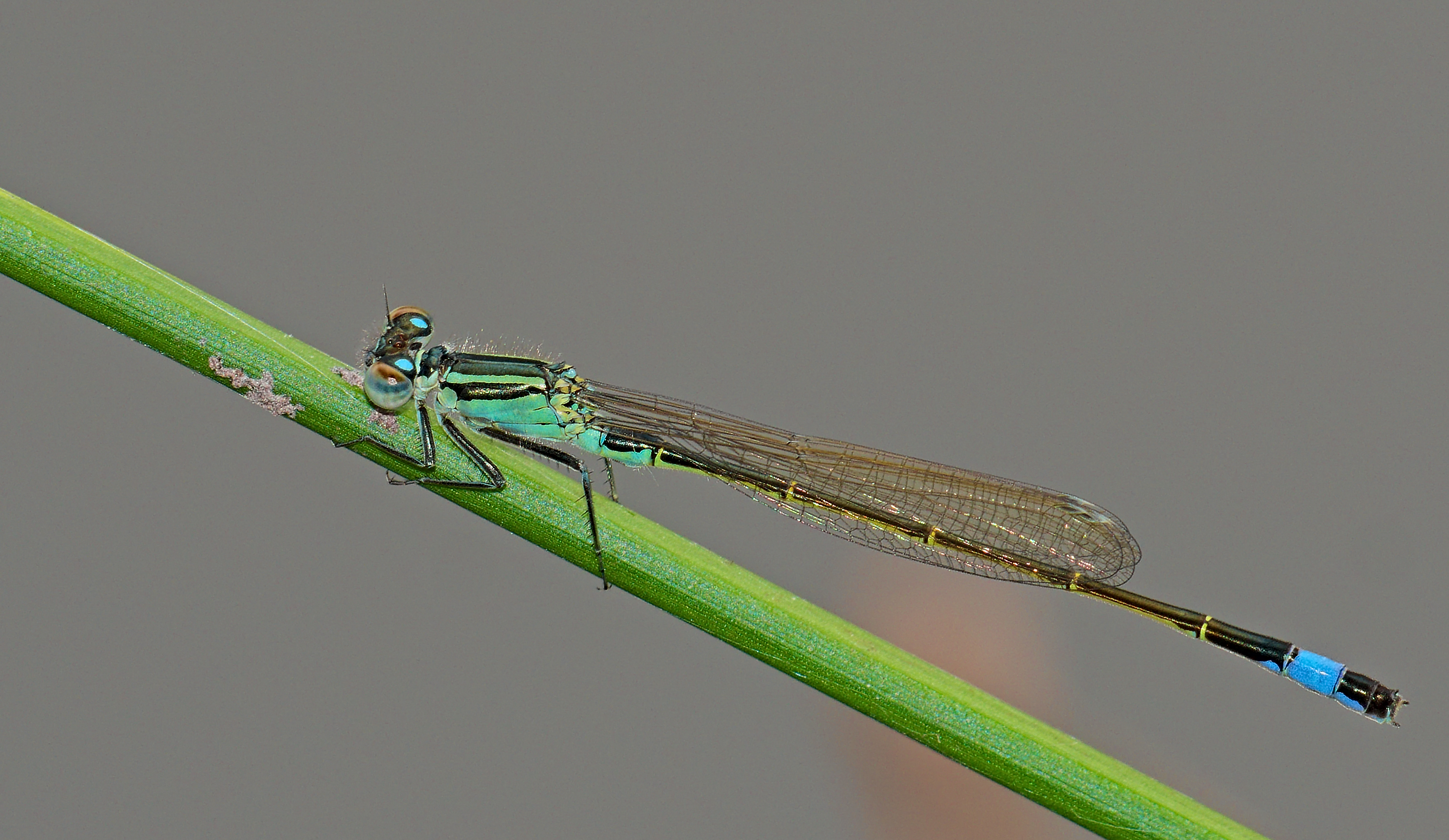
Un jeune agrion élégant mâle, à Rimbach (Hesse). Juin 2017.

## Habitat
L'espèce est présente dans des habitats continentaux, à la fois terrestres et proches d'eaux douces. Elle est considérée comme une espèce euryèce ou oligoèce non-sélective au sein des habitats suivants. Elle occupe divers habitats tels que les lagunes littorales saumâtres, les cultures inondées, les plans d'eau artificiels, les cours d'eau permanents, les eaux dormantes de surface, et les complexes d'habitats. Elle est également présente dans des eaux de surface continentales, des zones bâties, des sites industriels, ainsi que dans des habitats agricoles, horticoles et domestiques récemment cultivés.

## Répartition
Elle se rencontre dans les pays suivants : Afghanistan, Albanie, Allemagne, Arménie, Autriche, Azerbaïdjan, Guernesey, Belgique, Biélorussie, Bosnie-Herzégovine, Bulgarie, Chine, Chypre, Corée du Nord, Corée du Sud, Croatie, Danemark, Espagne, Estonie, Finlande, France, Grèce, Géorgie, Hongrie, Inde, Indonésie, Irak, Iran, Irlande, Israël, Italie, Japon, Jersey, Jordanie, Kazakhstan, Kirghizistan, Lettonie, Liban, Liechtenstein, Lituanie, Luxembourg, Macédoine du Nord, Malaisie, Moldavie, Mongolie, Monténégro, Norvège, Népal, Ouzbékistan, Pakistan, Palestine, Pays-Bas, Pologne, Roumanie, Royaume-Uni, Russie, Serbie, Slovaquie, Slovénie, Sri Lanka, Suisse, Suède, Syrie, Tadjikistan, Tchéquie, Turkménistan, Turquie, Ukraine, Île de Man.

## Systématique
Le nom valide complet (avec auteur) de ce taxon est Ischnura elegans (Vander Linden, 1820).
L'espèce a été initialement classée dans le genre Agrion sous le protonyme Agrion elegans Vander Linden, 1820.
Ce taxon porte en français le nom vernaculaire ou normalisé suivant : agrion élégant,,,.
Ischnura elegans a pour synonymes :
- Agrion aglae Fonscolombe, 1838
- Agrion elegans Vander Linden, 1820
- Agrion excelsa Rostok, 1885
- Agrion ezonatum Stephens, 1835
- Agrion hastulatum Burmeister, 1839
- Agrion magna Rostok, 1885
- Agrion pupilla Hansemann, 1823
- Agrion rubens Evans, 1845
- Agrion rufescens Stephens, 1835
- Agrion tuberculatum Charpentier, 1825
- Ischnura elegans subsp. ebneri Schmidt, 1938
- Ischnura elegans subsp. malikovae Onishko & Kosterin, 2022
- Ischnura elegans subsp. marquardti Schmidt, 1938
- Ischnura elegans subsp. mortoni Schmidt, 1938
- Ischnura elegans subsp. pontica Schmidt, 1938
- Ischnura lamellata Kolbe, 1885
- Ischnura ordosi Bartenev, 1912